# 후지미촌 (가나가와현)
후지미촌(일본어: 富士見村)은 1889년 4월 1일부터 1915년 8월 1일까지 존재했던 일본 가나가와현 가마쿠라군의 촌이다.

## 개요
가나가와현 가마쿠라군 서부의 촌이다. 현재의 가나가와현 요코하마시 도쓰카구의 남부에 해당한다.

## 연혁
- 1889년 4월 1일 - 정촌제 시행에 의해 하라주쿠 촌, 후카야 촌, 구미자와 촌이 합병해 성립하였다
- 1915년 8월 1일 - 마타노촌, 나가오촌 중 고자쿠와 합병해 다이쇼촌을 신설해, 동일 후지미촌은 폐지되었다.
- 1939년 4월 1일 - 다이쇼촌이 요코하마시에 편입해. 같은 날에 설치된 도쓰카구의 일부가 되었다.

## 교통

### 도로
- 도카이도 (현 국도 1호선)

## 참고 문헌
- 角川日本地名大辞典編纂委員会,『角川日本地名大辞典 神奈川県』1984, 角川書店